# 타이베이 이야기관

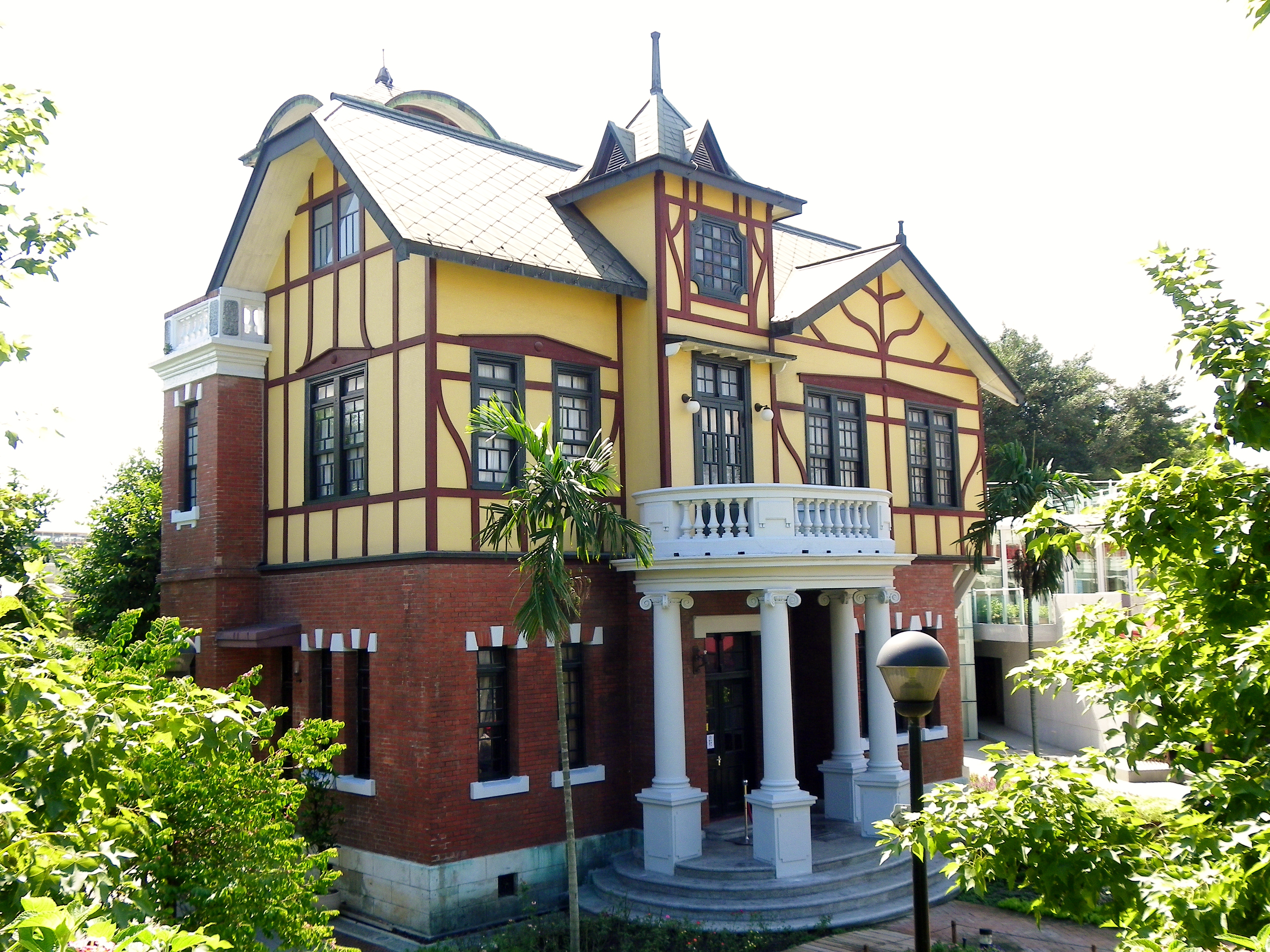
타이베이 이야기관

타이베이 이야기관은 중화민국 타이베이시 중산 구에 있는 박물관이다. 1965년을 재현한 박물관으로, 당시의 학교, 여환, 우체국, 주택, 노점, 상점 등이 재현되어있다. 영화관에서는 당시의 영화를 볼 수 있고, 레스토랑에서는 당시의 음식을 먹을 수 있다.